# Míchel Salgado
Miguel Ángel "Míchel" Salgado Fernández, född 22 oktober 1975 i As Neves, Galicien, är en spansk före detta professionell fotbollsspelare. Han inledde sin karriär 1994 och har spelat 53 landskamper för Spanien. Salgado spelade i tio år för Real Madrid i La Liga.

## Klubbkarriär
Salgado började sin karriär i Celta de Vigo. År 1999 värvades av Real Madrid för 11 miljoner euro. Han hjälpte Real Madrid att vinna Champions League både år 2000 och år 2002, såväl som tre La Liga-titlar. Under sina sju första säsonger i klubben var han ordinarie i startelvan men bänkades säsongen 2005/2006 när Sevilla-backen Sergio Ramos värvades. 
Den 4 augusti 2009 kom Real Madrid och Salgado överens om att bryta hans kontrakt. Salgado skrev sedan på ett tvåårskontrakt med engelska Blackburn Rovers, med vilka han avslutade sin aktiva fotbollskarriär 2012.